# Dalkinsfjall
Dalkinsfjall è una montagna alta 719 metri sul mare situata sull'isola di Eysturoy, la seconda per estensione dell'arcipelago delle Isole Fær Øer, in Danimarca.
È la trentottesima montagna, per altezza, dell'intero arcipelago, e la tredicesima, sempre per altezza, dell'isola.
Sono presenti allevamenti di salmoni nel Funningsfjørður, fiordo alle pendici del monte.

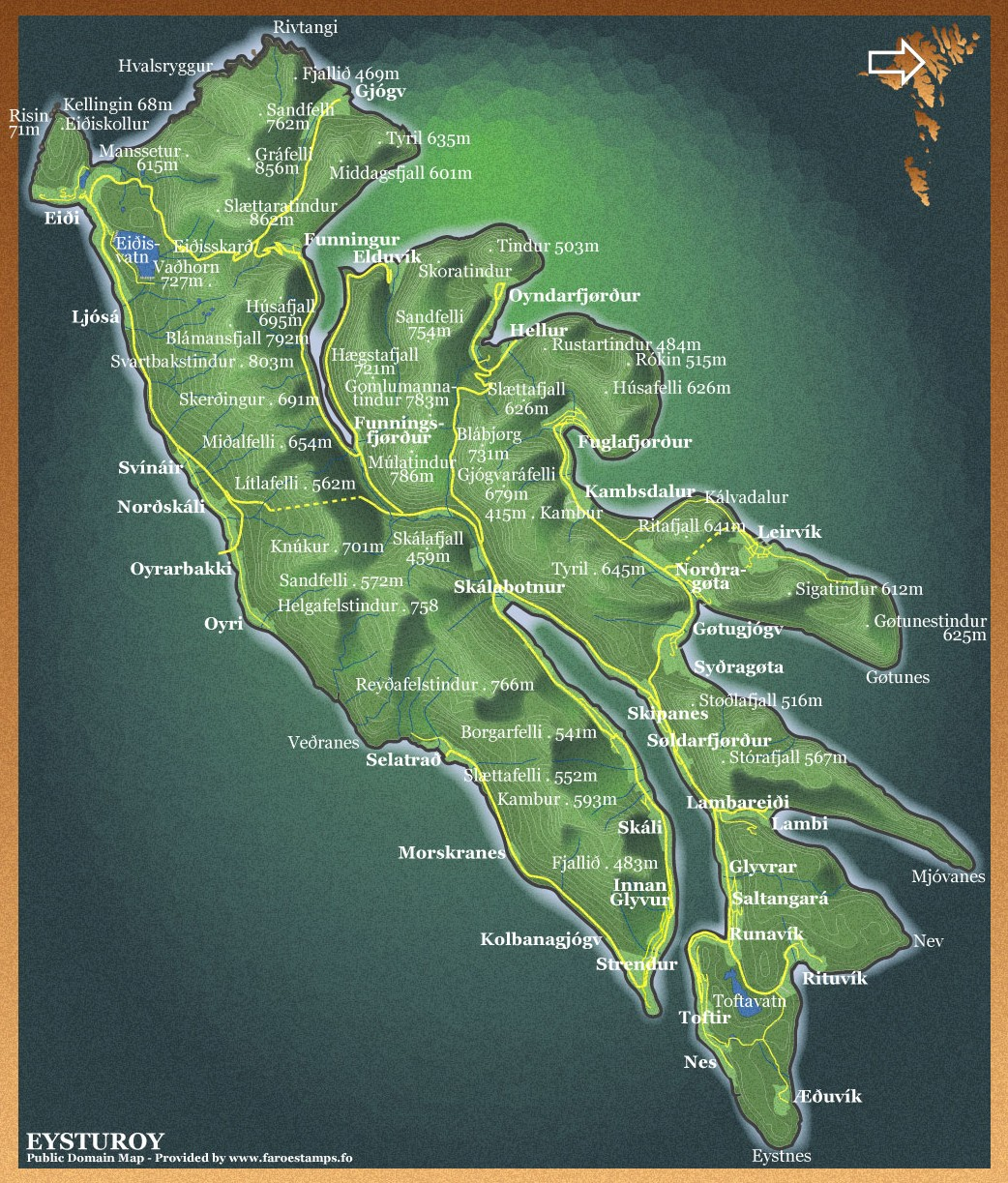
Isola di Eysturoy, mappa delle località e delle alture